# Bettino Ricasoli

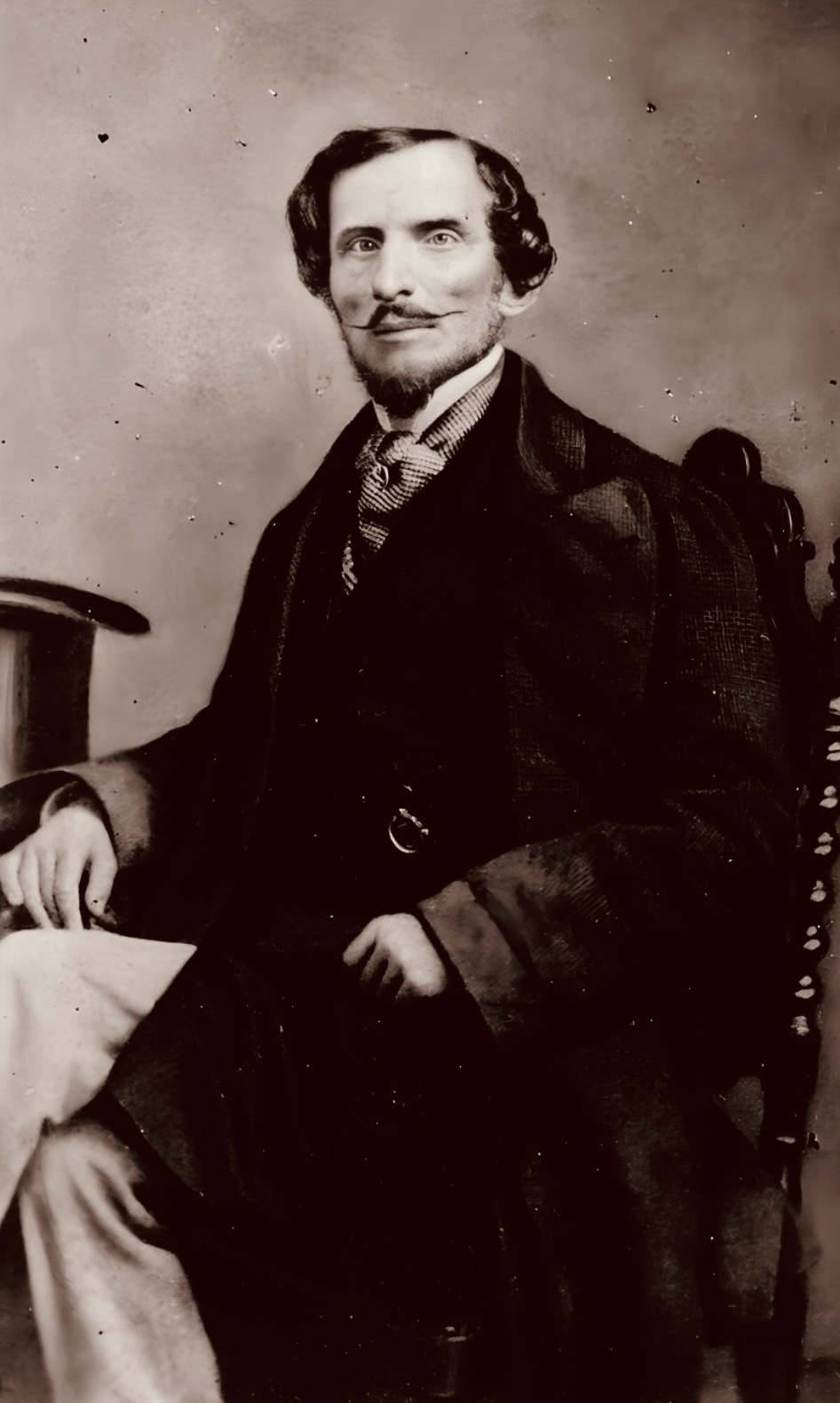
Baron Bettino Ricasoli

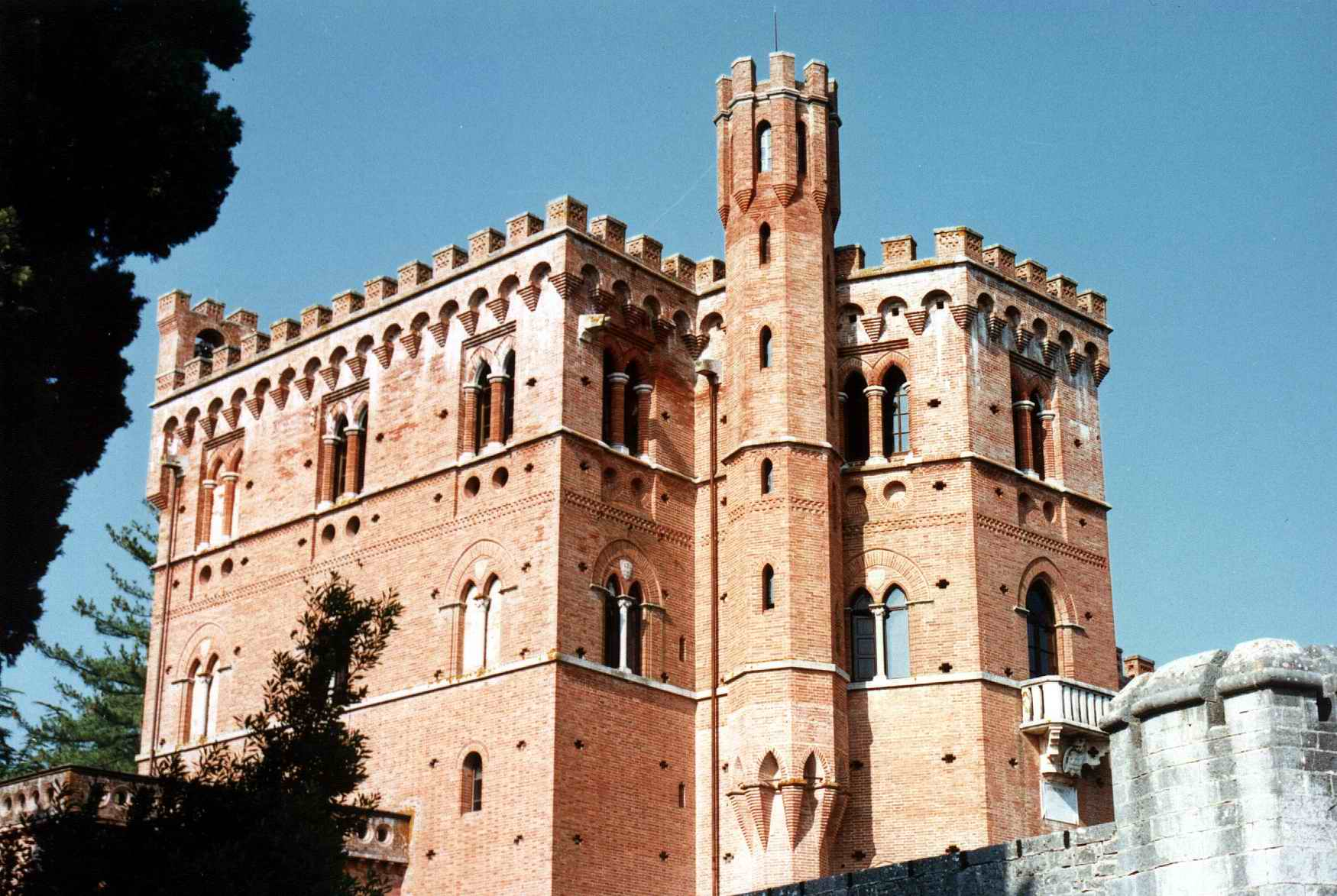
Burg/Schloss di Brolio der Adelsfamilie Ricasoli bei Gaiole in Chianti

Baron Bettino Ricasoli (* 9. März 1809 im Palazzo Ricasoli in Florenz; † 23. Oktober 1880 auf Castello di Brolio, Gaiole in Chianti) war ein italienischer Staatsmann. Zwischen 1861 und 1867 war er zweimal italienischer Ministerpräsident.

## Leben
Ricasoli stammte aus einer alten toskanischen Familie. Ein Vorfahre war Fra (Fratello ‚Bruder‘) Giovanni Ricasolo, Finanzier des Fort Ricasoli des Malteserordens auf Malta. Bettino erhielt seine schulische Erziehung in Florenz und Prati, unter anderem auf dem Convitto Nazionale Statale Cicognini, und widmete sich zeit seines Lebens landwirtschaftlichen Studien, ab 1834 als Mitglied der Accademia dei Georgofili von Florenz. Auf Castello di Brolio, dem Landgut seiner Familie bei Gaiole in Chianti, betrieb er u. a. Seidenraupenzucht, Ackerbau und insbesondere Weinbau (Chianti).
Er übersandte im Jahr 1846 dem Großherzog der Toskana, Leopold II., der gegenüber liberalen Gedanken als aufgeschlossen galt, ein Memorandum mit Reformvorschlägen und gründete 1847 die Tageszeitung La Patria als Sprachrohr der moderaten demokratischen Kräfte von Florenz. Am 12. Dezember 1847 wurde er zum Gonfaloniere von Florenz ernannt. In den Revolutionsjahren 1848/49 schloss er sich nicht den radikalen Republikanern an, sondern wirkte in der moderaten Regierung mit, die die Rückkehr des zwischenzeitlich vertriebenen Habsburgers Leopold II. ermöglichte. Aus Enttäuschung über dessen mittlerweile verflogenen Reformwillen und die folgende österreichische Besetzung von Florenz zog sich Ricasoli anschließend ins Privatleben zurück.
Die Weigerung Leopolds II., der Aufforderung Viktor Emanuel II. zur Sammlung von Truppen gegen Österreich im Zweiten Italienischen Unabhängigkeitskrieg zu folgen, führte 1859 erneut zum Aufstand und zur endgültigen Vertreibung Leopolds II. Ricasoli schloss sich der Bewegung an und gründete im selben Jahr die Tageszeitung La Nazione, die noch heute in Florenz erscheint. Als Minister des Inneren der Toskana unterstützte er ebenfalls ab 1859 die Vereinigung der Toskana mit Piemont und die weiteren Bestrebungen des Risorgimento zur Einigung des Königreichs Italien.
Am 26. März 1860 wurde Ricasoli von Viktor Emanuel II. zum Generalgouverneur der Toskana ernannt, am 6. April zum Direktor im Ministerium für Inneres und schließlich nach dem Tod Cavours im Juni 1861 zum Ministerpräsidenten. Er erreichte die Anerkennung der jungen italienischen Union durch eine Reihe europäischer Staaten und die Eingliederung der Freischar Garibaldis in die reguläre Armee. Im Dissens mit König Viktor Emanuel II. über die politische Rolle des Königs reichte er nach acht Monaten seinen Rücktritt als Ministerpräsident ein. Sein Nachfolger wurde im März 1862 Urbano Rattazzi.
Im Juni 1866 mit Beginn des Dritten Italienischen Unabhängigkeitskriegs übernahm Ricasoli erneut die Spitze der Regierung. Er scheiterte jedoch wie zuvor an der Frage einer Aussöhnung mit dem Vatikan, diesmal am Widerstand antiklerikaler Kräfte im Parlament. So sah er sich im April 1867 abermals zum Rücktritt genötigt.
Ricasoli beteiligte sich seitdem wenig am öffentlichen Leben, zeigte sich aber der von ihm maßgeblich geförderten italienischen Einigung gegenüber kritisch. So meinte er, dass das piemontesische Joch unangenehmer als das österreichische sei.
Er widmete sich wieder dem Weinbau auf Schloss Brolio. 1872 erlangte sein Wirken noch ein Mal geschichtliche Bedeutung durch Niederschrift der seiner Ansicht nach idealen Cuvée aus unterschiedlichen Rebsorten für einen Chianti in einem Brief an Professor Cesare Studiati von der Universität Pisa. Diese sollte zu einem verbindlichen Vorbild für mehrere Generationen von italienischen Winzern werden. Seine strengen Anforderungen führten auch zu seinem Ehrentitel Eiserner Baron. Ricasoli starb am 23. Oktober 1880 auf Burg/Schloss Brolio, Gemeinde Gaiole in Chianti, Toskana. Sein heute wieder im Familienbesitz befindliches Weingut gilt als ältestes Weingut Italiens.

## Ehrungen
Die politische Arbeit Bettino Ricasolis erfuhr zahlreiche Ehrungen. Seine Geburtsstadt Florenz würdigte ihn mit einem Denkmal, die Stadt Udine benannte einen 9.000 m² großen Stadtpark zum „Giardino Ricasoli Udine“, und zahllose Städte wie z. B. Florenz, Livorno, Siena, Rom, Mailand, Palermo oder Grosseto benannten eine Straße in „Via Ricasoli“ ebenso wie die Gemeinde Gaiole in Chianti. Die italienische Marine benannte um 1926 ein Torpedoboot nach Bettino Ricasoli.

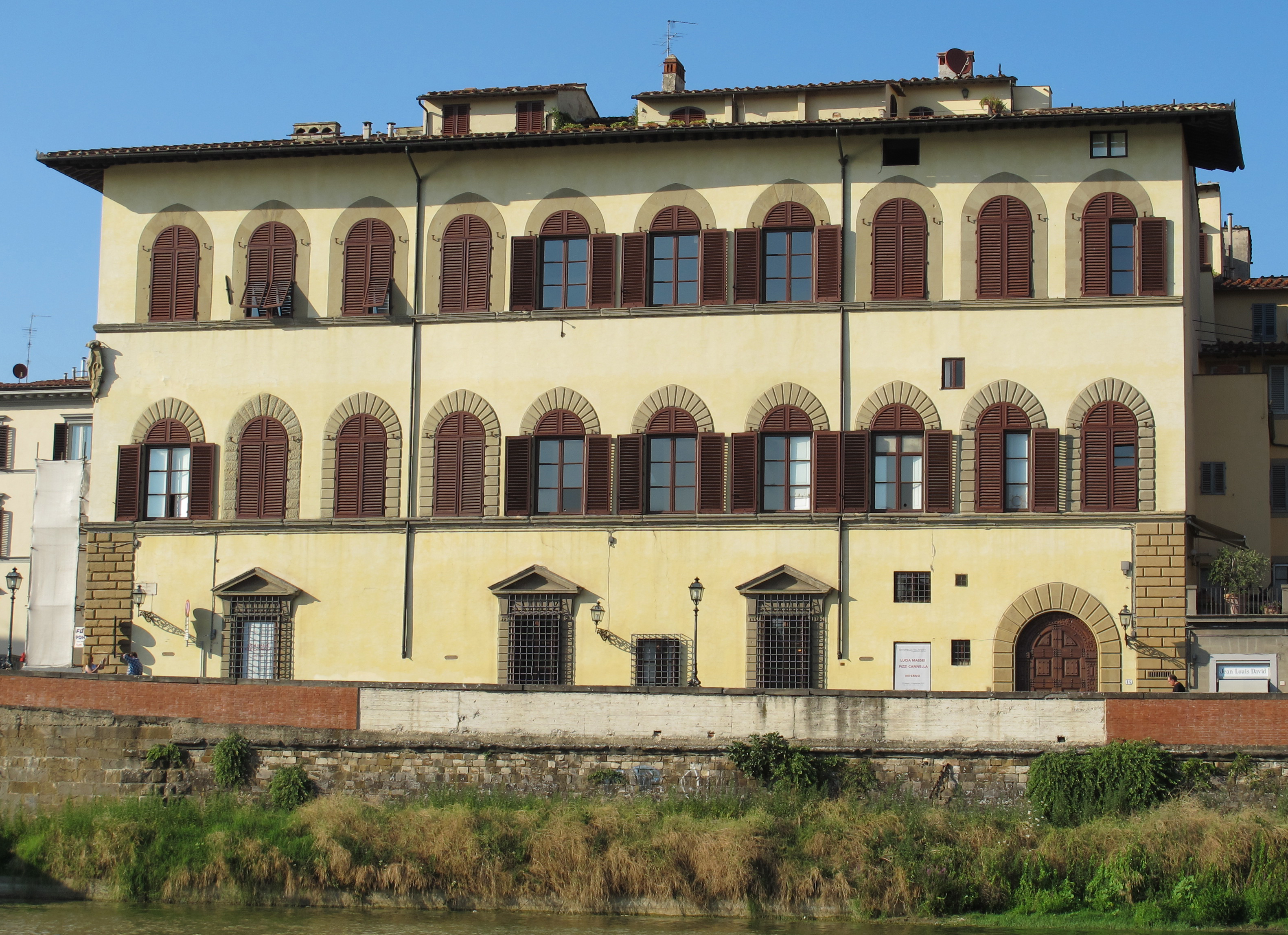
Geburtsort Palazzo Ricasoli in Florenz
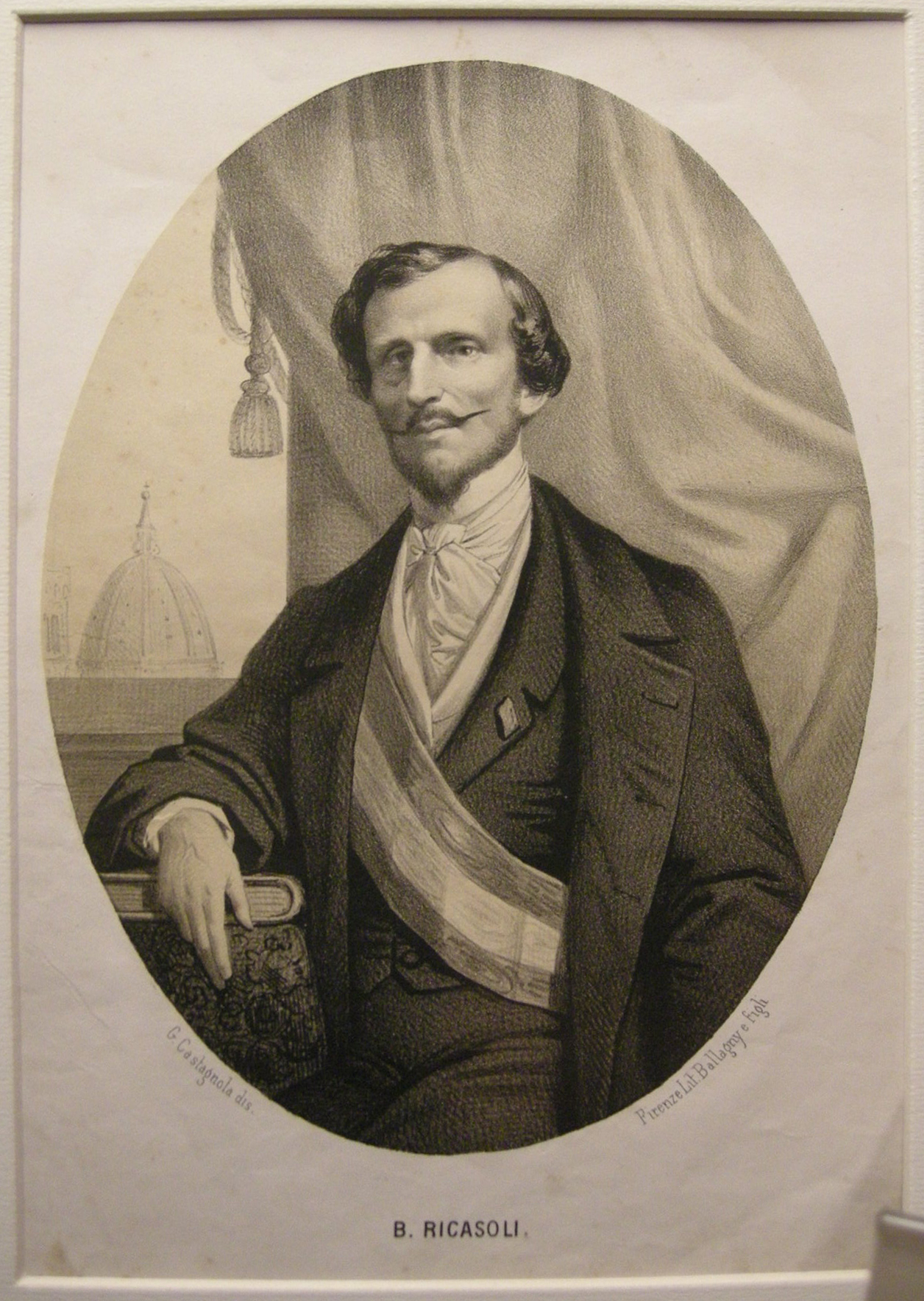
Bettino Ricasoli, der ‚Eiserne Baron‘
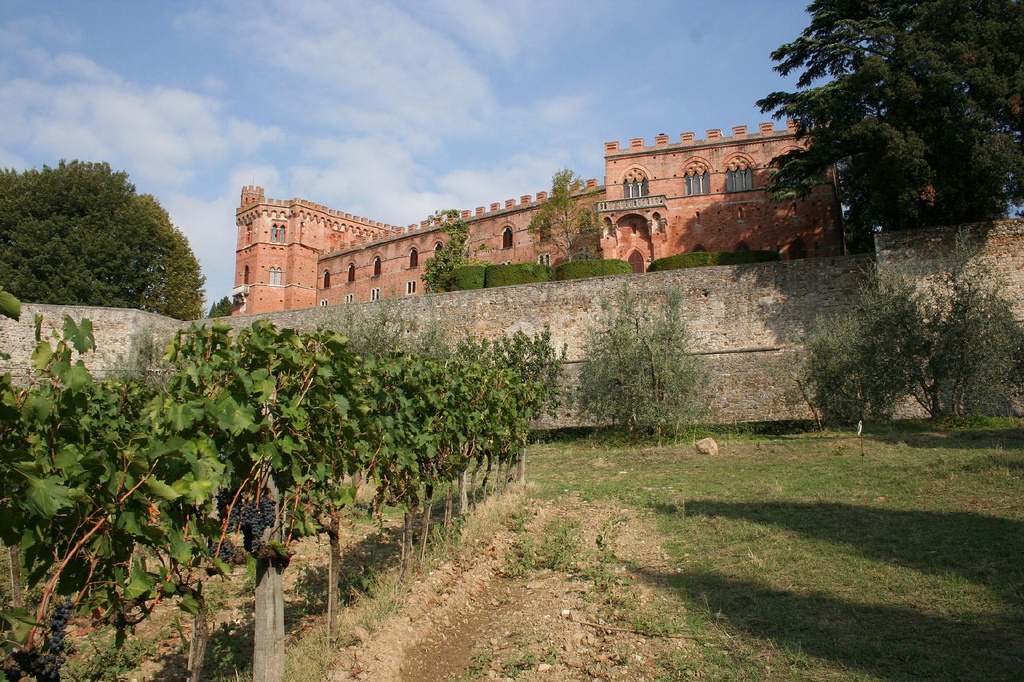
Sterbeort Castello Brolio bei Gaiole in Chianti
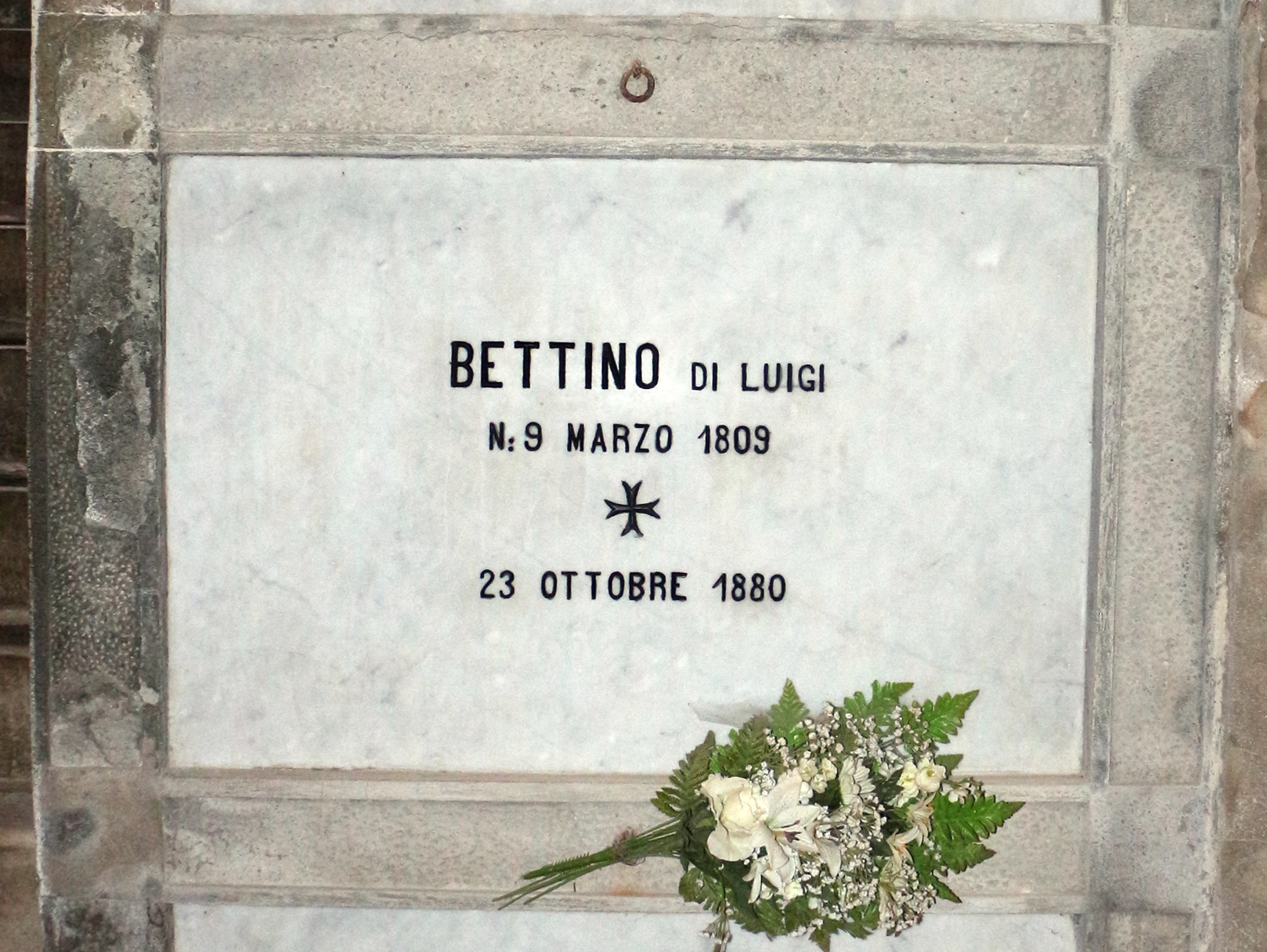
Grabplatte in der Kapelle von Castello Brolio
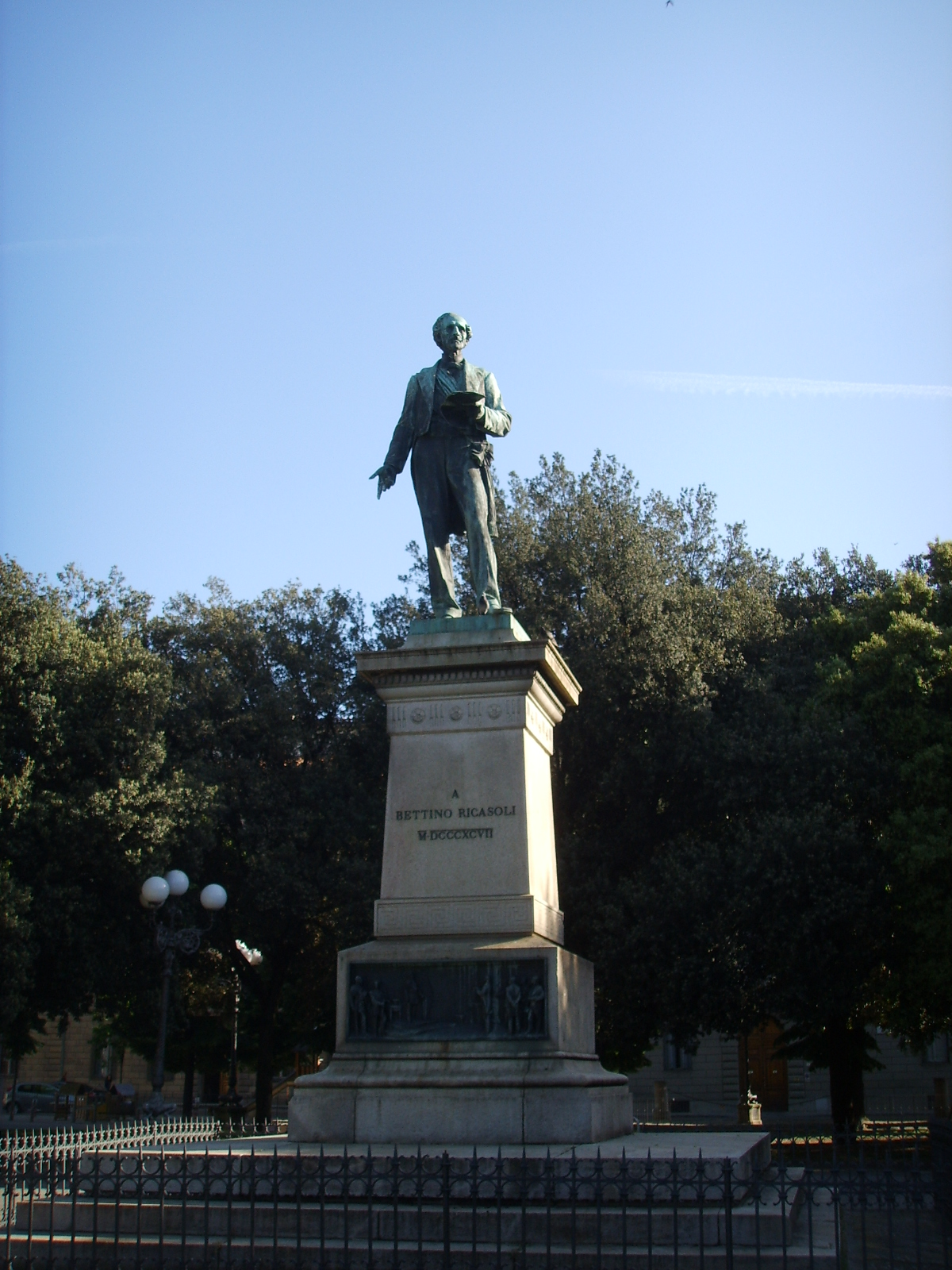
Ricasoli-Denkmal in Florenz